# EHSAL
EHSAL, vanaf 2007 ook HUB-EHSAL genoemd, was van 1925 tot 2013 een katholieke Vlaamse hogeschool. EHSAL stond voor Economische Hogeschool Sint-Aloysius, genaamd naar de Italiaanse jezuïet en heilige Aloysius Gonzaga (1568-1591). Het was de eerste school gespecialiseerd in economische opleidingen in Vlaanderen. Er waren slechts 2 opleidingen: licentiaten handelswetenschappen en handelsingenieur. In 2002 fuseerde de instelling met de IRIS Hogeschool Brussel en met de Katholieke Hogeschool Brussel. De naam EHSAL werd toen behouden, maar deze werd vanaf toen enkel nog als acroniem gebruikt. Sinds 2013 worden de academische opleidingen georganiseerd door de KU Leuven, op diens Brusselse campus. De professionele bachelors bleven bij de hogeschool HUB-EHSAL die dat jaar fuseerde met KAHO Sint-Lieven tot de fusiehogeschool Odisee.
De hogeschool maakte deel uit van het Vlaams Verbond van Katholieke Hogescholen en de Associatie KU Leuven.

## Geschiedenis

### Economische Hogeschool Sint-Aloysius (EHSAL) (1925-2002)
De oorspronkelijke Economische Hogeschool Sint-Aloysius (EHSAL), vernoemd naar de Spaanse jezuïet en heilige Aloysius Gonzaga (1568-1591), ontstond in 1925 als Nederlandstalige afdeling van de toen gestichte Haute École de Commerce Saint-Louis (HEC Saint-Louis), autonoom instituut van de Franstalige Faculté universitaire Saint-Louis. Binnen de Universitaire Faculteiten werd de EHSAL bij Koninklijk Besluit van 17 juli 1937 gemachtigd licentiaatsdiploma’s (nu masters) in de Handelswetenschappen uit te reiken. In 1969 beginnen de andere opleidingen van de FUSL in het Nederlands onder de Universitaire Faculteiten Sint-Aloysius (UFSAL), die in 1973 samen met EHSAL verhuizen naar een eigen Nederlandstalige campus, echter in dezelfde straat. De EHSAL werd toen bevestigd als instelling van universitair niveau. Tevens was EHSAL vanaf dat jaar de enige Vlaamse hogeschool die - naast de universiteiten - het wettelijk erkende diploma van Handelsingenieur mocht uitreiken.

### EHSAL,Europese Hogeschool Brussel(2002-2007)
Op 23 september 2002 voltrok er zich een grote fusie tussen de EHSAL en
- de IRIS Hogeschool Brussel (IRIS HB)
- de Katholieke Hogeschool Brussel (KHB, die op haar beurt een fusie was van Guardini, Sint-Thomas en Hivek)

De naam EHSAL werd echter behouden. Aanvankelijk werd nog aangekondigd dat EHSAL vanaf 1 september 2002 voor 'Europese Hogeschool Sint-Aloysius' zou staan, maar vanaf 23 september 2002, wanneer de fusie zich officieel voltrekt, luidt het dat EHSAL voluit zal staan voor Europese Hogeschool Brussel. Vanaf het academiejaar 2004-2005 ging EHSAL nauw samenwerken met de KU Brussel. Deze samenwerking zou leiden tot het concept van de Hogeschool-Universiteit Brussel.

### HUB-EHSAL (2007-2013)
In het academiejaar 2007-2008 gingen de afdelingen VLEKHO en HONIM over van de Hogeschool voor Wetenschap en Kunst naar de EHSAL. Vanaf dat academiejaar werd de samenwerking tussen EHSAL en de K.U.Brussel versterkt onder de gemeenschappelijke vlag Hogeschool-Universiteit Brussel (HUB). Een jaar later wijzigde de naam Europese Hogeschool Brussel (EHSAL) officieel in HUB-EHSAL. De KUB wijzigde zijn officiële naam gelijkaardig in HUB-KUBrussel. Met de afdeling 'EHSAL Management School' was de HUB zo de eerste geïntegreerde hogeschool, universiteit en managementschool in Vlaanderen.

### Fusie met KAHO (2013)
In 2013 werd de HUB-KUBrussel wegens blijvende dalende studentenaantallen opgedoekt en geïntegreerd in de KU Leuven. Zo bleef onder de HUB-vlag enkel de hogeschool over. In datzelfde jaar werden de academische opleidingen zoals onder andere Handelswetenschappen van de HUB-EHSAL toegevoegd aan de KU Leuven. Door het verlies van de masteropleidingen moest de hogeschool op zoek naar een andere partner. Een fusie met de Brusselse Erasmushogeschool lag voor de hand, maar was niet mogelijk omwille van strikte afspraken binnen de associatie KU Leuven. HUB-EHSAL fuseerde op 1 januari 2014 officieel met de Oost-Vlaamse hogeschool katholieke hogeschool Sint-Lieven, waarmee het in 2009 al een samenwerkingsverband had afgesloten.

## Campussen
In 1987 nam de Campus Economische Hogeschool haar vaste stek in de Stormstraat (Brussel) in. De campus werd tweemaal uitgebreid (tot een oppervlakte van 2,57 ha). De laatste uitbreiding vond plaats in 2003 toen de derde vleugel de deuren opende. De uitbreiding was noodzakelijk aangezien EHSAL intensief samenwerkte met de K.U.Brussel.
De fusiehogeschool EHSAL had drie campussen in Brussel, één in Dilbeek en een buitenlandse campus in Dubai:
- Campus Economische Hogeschool (ex-EHSAL, ex-KUB)
- Campus Sociale Hogeschool (ex-IRIS HB)
- Campus Nieuwland (ex-KHB)
- Campus Parnas, Dilbeek (ex-IRIS HB)
- Campus in Knowledge Village, Dubai EHSAL-Dubai

## Opleidingsaanbod
EHSAL bood een brede waaier aan van praktijkgerichte bachelor - en masteropleidingen in vier studiegebieden:
- Economie & Management
- Gezondheidszorg
- Lerarenopleiding
- Sociaal-Agogisch Werk

Bij EHSAL kon men zowel voor een professioneel als voor een academisch bachelordiploma terecht. Naast de reguliere bachelor- en masteropleidingen had EHSAL binnen deze studiegebieden ook voortgezette en posthogeschoolopleidingen.
De instelling bood enkele opleidingen aan die men nergens anders in Vlaanderen kon studeren. Het betrof de bachelor-en masteropleidingen Milieu-en Preventiemanagement, de bacheloropleidingen Medische Beeldvorming en Optiek & Optometrie. EHSAL was enige tijd de enige hogeschool in Vlaanderen waar men Handelsingenieur kon studeren.

### Economie & Management
- Bachelor & Master in de Handelswetenschappen met afstudeerrichtingen:
  - Accountancy
  - Bedrijfsmanagement
  - Finance & Risk Management
  - Humanresourcemanagement
  - Informatica Management
  - Internationale Betrekkingen
  - Marketing Management
  - Milieu- en Preventiemanagement
  - Accountancy-Fiscaliteit
  - Familiebedrijven
- Bacholer & Master Handelsingenieur met afstudeerrichtingen:
  - Business Engineering
  - ICT
  - Problem Analysis
- Initiële lerarenopleiding van Academisch Niveau
- Voortgezette Opleiding Bedrijfseconomie en -beleid
- Voortgezette Opleiding Management in de Gezondheids-en Welzijnszorg
- Voortgezette Opleiding International Master of Business Administration
- Voortgezette Opleiding European Master In Business Information Systems
- Master of European Business (Master na master)
- Diverse master-na-masteropleidingen, voortgezette opleidingen, posthogeschoolvorming

### Gezondheidszorg
- Bachelor in de Ergotherapie
- Bachelor in de Medische Beeldvorming (unieke opleiding in Vlaanderen)
- Bachelor in de Optiek & de Optometrie (unieke opleiding in Vlaanderen)
- Bachelor in de Verpleegkunde met afstudeerrichtingen:
  - Geriatrische Verpleegkunde
  - Kinderverpleegkunde
  - Psychiatrische Verpleegkunde
  - Ziekenhuisverpleegkunde
- Voortgezette Opleiding Zorgmanagement en Kaderopleiding
- Diverse andere voortgezette opleidingen
- Bacheloropleiding die volgt op een bacheloropleiding:
  - Chinese Energetiek en Acupunctuur
  - Intensieve zorgen en de Spoedgevallenzorg
  - Osteopathie
  - Palliatieve hulpverlening

### Sociaal-Agogisch Werk
- Bachelor in het Sociaal werk met afstudeerrichtingen:
  - Maatschappelijk werk
  - Personeelswerk
  - Sociaal-cultureel werk
- Bachelor in de Toegepaste psychologie
- Bachelor in de Orthopedagogie

### Lerarenopleiding
- Bachelor in het Onderwijs: Secundair Onderwijs
  - Lichamelijke Opvoeding
  - Bachelor in het Onderwijs: Kleuteronderwijs
  - Bachelor in het Onderwijs: Lager Onderwijs
- Bachelor in het Onderwijs: Secundair Onderwijs
  - Algemene Vakken
  - Plastische Opvoeding
- Diverse voortgezette opleidingen:
- Voortgezette Lerarenopleiding Kleuteronderwijs
- Voortgezette Lerarenopleiding Lager Onderwijs
- Voortgezette Lerarenopleiding Intercultureel Onderwijs

### BBA-opleiding
In het academiejaar 2005-2006 startte de universitaire instelling als eerste Vlaamse hogeschool met de Engelstalige bacheloropleiding Handelswetenschappen (HW): de Bachelor of Business Administration (BBA). De BBA-opleiding is net als de opleiding Handelswetenschappen equivalent aan de opleiding Toegepaste Economische Wetenschappen (TEW) en heeft een uitgesproken internationale focus.
Het eerste bachelorjaar van de BBA-opleiding telde in het academiejaar 23 nationaliteiten, een derde van de studenten is Belg. Met het aanbod van deze opleiding wenst EHSAL een internationaal gerichte student de mogelijkheid te geven een volledige opleiding in het Engels te doorlopen. Naast deze bacheloropleiding biedt EHSAL ook Engelstalige masters aan:
- (International) Master of Business Administration
- (European) Master of Business Information Systems
- Master of European Business (Master na master)
- Graduation Subject Business Management
- Graduation Subject ICT Management

## Internationale samenwerking
In februari 2005 opende EHSAL een campus in Knowledge Village (Dubai) in de Verenigde Arabische Emiraten. Met zijn opleidingen economie en management is EHSAL de eerste Europese continentale onderwijsinstelling die er actief is. De instelling is er verantwoordelijk voor de academische vorming en werkt er nauw samen met lokale partners. EHSAL biedt er de opleiding International Master in Business Administration aan, die de klemtoon legt op ondernemerschap en het management van familiebedrijven. In september 2005 startte men in Dubai met het bachelorprogramma Business Administration.
Op 8 juni 2005 ondertekende decaan Walter Platteau van het studiegebied Handelswetenschappen & Bedrijfskunde, in aanwezigheid van koning Albert, een samenwerkingsovereenkomst met de Business School van de Northwest University in de Chinese stad Xi’an. EHSAL en de Business School wisselen studenten en onderwijzend personeel uit.
Vanaf het academiejaar 2005-2006 wisselden EHSAL en hogescholen in Canada professoren en studenten 'Medische Beeldvorming' uit. Deze uitwisseling maakte onderdeel uit van het Europees-Canadese INCH-project (International Competencies in Healthcare). Er namen drie Europese en drie Canadese onderwijsinstellingen aan het project deel. De samenwerking streeft naar uitwisseling van technische vaardigheden, naar meer begrip van de impact van cultuur op zorgverlening en naar een patiëntenzorg met oog voor culturele verschillen.

## ISO 9001-kwaliteitslabel
EHSAL verkreeg in 1996 het ISO 9001-kwaliteitslabel. Dat label werd toegekend door de Internationale Organisatie voor Standaardisering (ISO), die de kwaliteit van de dienstverlening in bedrijven en organisaties controleert. Om de zes maanden krijgt de instelling hiervoor het bezoek van een onafhankelijk auditbureau.
Tijdens het academiejaar 2006-2007 mocht EHSAL twee AISHE-sterren in ontvangst nemen van de Nederlandse stichting Duurzaam Hoger Onderwijs DHO voor haar visie en beleid rond duurzaamheid en voor de integratie van duurzame ontwikkeling in haar unieke opleiding Milieu- en Preventiemanagement.

## Studenteninspraak
De studenten werden vertegenwoordigd door de SR (Studentenraad) die inspraak heeft op vrijwel alle niveaus van de gemeenschap. Deze raad is een bonte mengeling van geëngageerde studenten uit alle opleidingen, evenwichtig samengesteld volgens het aantal studenten dat de diverse opleidingen tellen.
De SR is betrokken in de Vlaamse Vereniging voor Studenten (VVS), de overkoepelende studentenraad van alle hogescholen en universiteiten in Vlaanderen. De SR maakt tevens deel uit van StAL, de Studentenraad van de Associatie KU Leuven.
In het academiejaar 2005-2006 kregen studenten voor het eerst een zitje in de raad van bestuur van EHSAL. Studenten speelden reeds een belangrijke rol in de verschillende overlegorganen binnen de instelling, geheel conform het missionstatement dat EHSAL-studenten centraal stelt.
Aan de instelling zijn diverse studentenverenigingen actief. De grootste zijn Aloisiana, die de studenten van HW en HI verenigt, en Aiesec, een internationale studentenvereniging van studenten uit meer dan 107 landen.

## Bekende personen

### Hoogleraars en wetenschappers
- Rudy Aernoudt, voormalig kabinetschef van de Vlaamse minister van Economie,
- Guy Bats, bedrijfsrevisor, vennoot Ernst & Young, Gastprofessor Universiteit Gent
- Roeland Bellens, Janssen Farmaceutica, managing director Strategus, sporteconoom
- Jan Colpaert, directeur CMS
- Jan Degadt, hoogleraar KUB, voorzitter SVO
- Raf De Rycke, gedelegeerd bestuurder Broeders van Liefde
- Dirk De Schutter, hoogleraar, filosoof
- Kurt Devooght, raadgever KBC
- Tarik Fraihi, auteur, filosoof, medewerker sp.a
- Johan Lambrecht, hoogleraar EHSAL, directeur SVO KUB-EHSAL
- Marc Leyder, ABN AMRO, voorheen Bank Corluy
- Hugo Schiltz†, gewezen advocaat, minister van staat, fractievoorzitter VU
- René Stockman, generale overste van de pauselijke congregatie der Broeders van Liefde
- Ignace Van de Woestyne, hoogleraar KUB-EHSAL
- Michel Van Hemele, gedelegeerd bestuurder Carestel, professor EHSAL-K.U. Brussel

Haute École Francisco Ferrer · Haute École Galilée · Haute École Paul-Henri Spaak · Haute École Lucia de Brouckère · Haute École Libre de Bruxelles Ilya Prigogine · Haute École ICHEC - ECAM - ISFSC · Institut des Hautes Études des Communications Sociales (IHECS) · Haute École de Bruxelles (HEB) · École pratique des hautes études commerciales · Haute École Léonard de Vinci · Haute École de la Province de Liège (HEPL) · Haute École de la Ville de Liège · Haute École Libre Mosane (HELMo) · Haute École Charlemagne (HECh) · Haute École de Namur-Liège-Luxembourg · Haute École de la Province de Namur (Namur) · Haute École Albert Jacquard · Haute École en Hainaut · Haute École Louvain en Hainaut · Haute École provinciale de Hainaut Condorcet · Haute École Robert Shuman